# 1-я бомбардировочная эскадра (KG1 «Гинденбург»)
1-я бомбардировочная эскадра «Гинденбург» (нем. Kampfgeschwader 1 «Hindenburg»), сокращённо KG1 — бомбардировочное соединение люфтваффе во время Второй мировой войны.
Штаб эскадры был сформирован 1 мая 1939 года в Кольберге (по другим данным в Нойбранденбурге) на основе штаба 152-й бомбардировочной эскадры (нем. Kampfgeschwader 152). В различное время насчитывала в своём составе до 4 бомбардировочных групп.
Как и все соединения люфтваффе уровня эскадры не всегда действовала в одном и том же месте в полном составе: группы из состава эскадры могли находиться на различных участках фронта.
Первой кампанией группы стала Польская кампания 1939 года. Так, 1 сентября 1939 года в 6-00 I./KG1 совершает налёт на польскую военно-морскую базу в Путциг-Рахмель, а в конце дня — на Торунь.. В основном эскадра бомбила крупные промышленные центры и транспортные коммуникации к востоку от Вислы. Была задействована в отражении польского наступления к югу от Бзуры
С мая 1940 года эскадра участвует во Французской кампании. Так, 27 мая 1940 года эскадра бомбит портовые сооружения Дюнкерка. С лета 1940 года участвует в воздушных налётах на Великобританию, производя бомбардировки авиабаз и индустриальных сооружений. Так, 1 сентября 1940 года II./KG1 совершила налёт на доки в Тильбюри на Темзе. 7 сентября 1940 года эскадра принимает участие в первом налёте бомбардировщиков на Лондон
С 22 июня 1941 года эскадра действовала в основном составе (исключая IV./KG1) на направлении удара группы армий «Север» и находилась на северном участке фронта вплоть до сентября 1942 года. С 1942 года эскадра погруппно начала отправляться на другие участки фронта: в июле 1942 года II./KG1 улетела на брянское направление, в сентябре 1942 года вернулась, но с октября 1942 II./KG1 перебазировалась в Оршу и находилась на центральном направлении вплоть до начала 1943 года, когда была отведена в Германию. В то же время I./KG1 улетела в Витебск, в конце года в Харьков, с февраля по апрель 1943 года вновь была на севере, базируясь в Котлах и в апреле 1943 года отведена в Германию. III./KG1 в октябре 1942 года перебазировалась так же, как и штаб эскадры на сталинградское направление — в Морозовск, но уже в ноябре 1942 отправилась в тыл. Однако в отличие от штаба эскадры III./KG1 в январе 1943 года вернулась на восточный фронт; по май 1943 года вновь действовала под Ленинградом, затем принимала участие в Курской битве, затем до конца 1943 года находилась в Белоруссии, после чего отведена в тыл. IV./KG1 с лета 1942 года действовала на центральном участке советско-германского фронта, а потом — с осени 1942 вплоть до 1944 года — на севере, действуя из Риги и Каунаса.
Что касается I./KG1, II./KG1 и штаба эскадры, то они до мая 1943 года укомплектовывались в тылу, а в мае 1943 года перелетели в Северную Италию, откуда действовали в ходе высадки на Сицилию и над Италией — до осени 1943 года; после чего почти вся эскадра была собрана в Саксонии, перевооружена самолётами Heinkel He 177, став самым крупным соединением этих самолётов, и нацелена на уничтожение советских заводов (так называемый проект «уральский бомбардировщик»). Однако проект «уральский бомбардировщик» не был воплощён, и с начала лета 1944 года эскадра, действуя с аэродромов в Восточной Пруссии, бомбила в частности Псков, Смоленск, Невель, Великие Луки. Летом 1944 года эскадра наносит удары по наступающим в ходе Белорусской операции советским танковым частям, но уже с 28 июля 1944 года она была перебазирована в Южную Германию и там частью расформирована, частью переформирована.

## Штаб эскадры
Штаб эскадры (нем. Stab KG1) с момента формирования был вооружён самолётами He 111 (с марта 1942 по август 1942 года на вооружении штаба состояла модификация He 111H-6). Уже с 1941 года в штабе эскадры имелись на вооружении бомбардировщики Ju 88 модификаций A4 и А5, которые действовали до ноября 1943 года. В ноябре 1943 года эскадра была перевооружена самолётами He 177A3 и действовала на них до переформирования. Количество самолётов в штабе колебалось от одного до шести, а в период с августа по декабрь 1943 года штаб не имел самолётов вообще.
25 августа 1944 года штаб эскадры был переформирован в штаб 7-й истребительной эскадры «Новотны» (нем. Jagdgeschwader 7 «Nowotny»)
За 1941 год штабом эскадры потеряно 2 самолёта (1 Ju 88А5 и связной 1 Bf 108). За 1942 год потеряно 3 самолёта (2 Ju 88 А4 и 1 He 111)
| Дислокация штаба эскадры     | Дислокация штаба эскадры |
| Период                       | Место дислокации         |
| ---------------------------- | ------------------------ |
| Май 1939 — Октябрь 1939      | Кольберг                 |
| Октябрь 1939 — Февраль 1940  | Фасберг                  |
| Февраль 1940 — Июнь 1940     | Гессен                   |
| Июнь 1940 — Сентябрь 1940    | Розье-ан-Сантер          |
| Сентябрь 1940 — Июнь 1941    | Амьен (Глиши)            |
| Июнь 1941 — Июль 1941        | Повунден                 |
| Июль 1941 — Август 1941      | Псков                    |
| Август 1941 — Октябрь 1941   | Заборовка                |
| Октябрь 1941 — Сентябрь 1942 | Дно                      |
| Сентябрь 1942 — Октябрь 1942 | Сиверская                |
| Октябрь 1942 — Ноябрь 1942   | Морозовская              |
| Ноябрь 1942 — Май 1943       | Нойхаузен                |
| Май 1943 — Июнь 1943         | Пьяченца                 |
| Июнь 1943 — Ноябрь 1943      | Айраска                  |
| Ноябрь 1943 — Июнь 1944      | Бург                     |
| Июнь 1944 — Июль 1944        | Проверен                 |
| Июль 1944 — Август 1944      | Зеераппен                |

| Командиры эскадры       | Командиры эскадры                |
| Период                  | Командир                         |
| ----------------------- | -------------------------------- |
| 01.05.1939 — 17.12.1939 | оберст-лейтенант Ульрих Кесслер  |
| 19.12.1939 — 12.07.1940 | оберст-лейтенант Эрнст Эксс      |
| 12.07.1940 — 18.07.1940 | оберст Йозеф Каммхубер           |
| 18.07.1940 — 01.03.1942 | генерал-майор Карл Ангерштейн    |
| 03.1942 — 06.1942       | майор Херберт Лох                |
| 06.1942 — 14.08.1942    | оберст-лейтенант Петер Шеммель   |
| 15.08.1942 — 03.09.1942 | майор Ханс Кепплер               |
| 09.1942 — 15.03.1943    | майор Хейнрих Лау                |
| 17.03.1943 — 08.1944    | оберст-лейтенант Хорст фон Ризен |

## 1-я группа
1-я группа (нем. I.Gruppe,сокращённо I./KG1) сформирована 1 мая 1939 года вместе со штабом. В группу входили 1-я, 2-я и 3-я эскадрильи (1./KG1, 2./KG1, 3./KG1 соответственно). Основой для формирования группы послужила 4-я группа 152-й бомбардировочной эскадры (IV./KG152). 1-я эскадрилья группы сформирована на базе 10-й эскадрильи 4-й группы 152-й эскадры, 2-я на базе 11-й, 3-я на базе 12-й эскадрильи.
24 марта 1942 года группа была переформирована в 3-ю группу 40-й бомбардировочной эскадры (III./KG40). Взамен её 8 июня 1942 года в Ренне сформирована 1-я группа 2-го формирования. Основой для воссоздания группы послужила 26-я бомбардировочная эскадра (KG26). 3-я группа этой эскадры (III./KG26) стала I./KG1, при этом 1-я эскадрилья группы сформирована на базе 8-й эскадрильи 3-й группы 26-й эскадры, 2-я эскадрилья на основе 9-й эскадрильи, а 3-я эскадрилья сформирована заново.
С момента формирования до лета 1942 года группа летала на He 111, с лета 1942 года действовала на самолётах Ju 88 модификаций A4 и А5, с начала 1943 года и модификации А14. С сентября по ноябрь 1943 года самолётов не имела вообще. В ноябре 1943 года группа была перевооружена самолётами He 177A3. Количество самолётов в группе колебалось от нуля до 34 (на февраль 1943).
В июле 1944 года группа была расформирована.
| Дислокация группы           | Дислокация группы  |
| Период                      | Место дислокации   |
| --------------------------- | ------------------ |
| Май 1939 — Октябрь 1939     | Кольберг           |
| Октябрь 1939 — Январь 1940  | Люнебург           |
| Январь 1940 — Июнь 1940     | Гессен             |
| Июнь 1940 — Январь 1941     | Мондидье           |
| Январь 1941 — Март 1941     | Амьен (Глиши)      |
| Июнь 1941 — Июль 1941       | Повунден           |
| Июль 1941 — Август 1941     | Псков              |
| Август 1941 — Октябрь 1941  | Заборовка          |
| Октябрь 1941 — Июнь 1942    | Дно                |
| Июнь 1942 — Июль 1942       | Ренн               |
| Июль 1942 — Ноябрь 1942     | Дно                |
| Ноябрь 1942 — Декабрь 1942  | Витебск            |
| Декабрь 1942 — Февраль 1943 | Харьков (Войченко) |
| Февраль 1943 — Апрель 1943  | Котлы              |
| Апрель 1943 — Май 1943      | Нойхаузен          |
| Май 1943 — Июнь 1943        | Пьяченца           |
| Июнь 1943 — Июль 1943       | Айраска            |
| Июль 1943                   | Витербо            |
| Июль 1943 — Ноябрь 1943     | Айраска            |
| Ноябрь 1943 — Февраль 1944  | Бург               |
| Февраль 1944 — Июль 1944    | Брандис            |

| Командиры 1-й группы    | Командиры 1-й группы            |
| Период                  | Командир                        |
| ----------------------- | ------------------------------- |
| 01.05.1939 — 01.11.1939 | оберст-лейтенант Роберт Краусс  |
| 04.11.1939 — 05.09.1940 | майор Людвиг Майер              |
| 13.09.1940 — 20.12.1940 | оберст-лейтенант Херманн Кроне  |
| 20.12.1940 — 24.03.1941 | майор Вальтер Хербольд          |
| 08.06.1941 — 08.07.1942 | оберст-лейтенант Хельмут Шальке |
| 07.1942 — 26.06.1943    | оберст-лейтенант Вернер Дальке  |
| 26.06.1943 — 17.02.1944 | майор Гюнтер Хоффманн-Лёрзер    |
| 17.02.1944 — 07.1944    | майор Маннфред фон Коссарт      |

## 2-я группа
2-я группа (нем. II.Gruppe, сокращённо II./KG1) сформирована 18 сентября 1939 года в Пиннове. В группу входили 4-я, 5-я и 6-я эскадрильи (4./KG1, 5./KG1, 6./KG1 соответственно). Основой для формирования группы послужила 1-я группа 3-й учебной эскадры (I./LG3). 4-я эскадрилья группы сформирована на базе 1-й эскадрильи 3-й эскадры, 5-я на базе 2-й, 6-я на базе 3-й эскадрильи.
С момента формирования до марта 1941 года группа летала на He 111, с начала 1941 года начала получать самолёты Ju 88, с марта 1942 по ноябрь 1943 года использовала модификации A4 и А5 и С6. С сентября по декабрь 1943 года самолётов не имела вообще. В декабре 1943 года группа была перевооружена самолётами He 177A3, впоследствии получила и А5. Количество самолётов в группе колебалось от нуля до 39 (на май 1943).
За 1941 год группа потеряла 58 самолётов, за 1942—106 самолётов.
25 августа 1944 года группа переформирована в 1-ю группу 7-й истребительной эскадры «Новотны» (нем. Jagdgeschwader 7 «Nowotny»)
| Дислокация группы            | Дислокация группы |
| Период                       | Место дислокации  |
| ---------------------------- | ----------------- |
| Сентябрь 1939 — Октябрь 1939 | Пиннов-Плате      |
| Октябрь 1939 — Февраль 1940  | Фасберг           |
| Январь 1940 — Июнь 1940      | Кирторф           |
| Июнь 1940 — Ноябрь 1940      | Розье-ан-Сантер   |
| Ноябрь 1940 — Март 1941      | Мюнстер (Хандорф) |
| Март 1941 — Июнь 1941        | Розье-ан-Сантер   |
| Июнь 1941 — Июль 1941        | Повунден          |
| Июль 1941 — Октябрь 1941     | Заборовка         |
| Октябрь 1941 — Апрель 1942   | Дно               |
| Апрель 1942 — Июнь 1942      | Псков             |
| Июнь 1942 — Июль 1942        | Дно               |
| Июль 1942 — Сентябрь 1942    | Брянск            |
| Сентябрь 1942 — Октябрь 1942 | Сиверская         |
| Октябрь 1942 — Декабрь 1942  | Орша              |
| Декабрь 1942 — Январь 1943   | Уразов            |
| Январь 1943 — Апрель 1943    | Нойхаузен         |
| Апрель 1943 — Июнь 1943      | Гротталье         |
| Июнь 1943 — Ноябрь 1943      | Айраска           |
| Ноябрь 1943 — Апрель 1944    | Брандис           |
| Апрель 1944 — Июнь 1944      | Бург              |
| Июнь 1944 — Август 1944      | Проверен          |

| Командиры 2-й группы    | Командиры 2-й группы       |
| Период                  | Командир                   |
| ----------------------- | -------------------------- |
| 18.09.1939 — 1941       | майор Бенно Кох            |
| 1941 — 27.06.1941       | гауптман Отто Стамс        |
| 06.1941 — 03.11.1941    | гауптман Эмиль Эндерле     |
| 11.1941 — ?             | гауптман Карл-Хайнц Лодике |
| ? — 08.12.1942          | гауптман Хайнц Лаубе       |
| 12.1942 — 01.1943       | майор Херберт Лох (и. о.)  |
| 01.1943 — 17.03.1943    | майор Хорст фон Ризен      |
| 01.04.1943 — 01.07.1943 | гауптман Гюнтер Дюрффель   |
| 01.07.1943 — 24.09.1943 | гауптман Клаус Мор         |
| 24.09.1943 — 25.08.1944 | гауптман Мартин Рордантц   |

## 3-я группа
3-я группа (нем. III.Gruppe, сокращённо III./KG1) сформирована 15 декабря 1939 года в Бурге. В группу входили 7-я, 8-я и 9-я эскадрильи (7./KG1, 9./KG1, 9./KG1 соответственно). Группа формировалась заново.
С момента формирования до конца 1940 года группа летала на He 111, с конца 1940 года начала получать самолёты Ju 88, с марта 1942 по март 1944 года использовала модификации A4 и А5 и А14. В 1944 году группа была перевооружена самолётами He 177A3, впоследствии получила и А5. Количество самолётов в группе колебалось от нуля до 41 (на июнь 1944).
В августе 1943 года большая часть группы (7-я и 8-я эскадрильи) были переправлены во Фленсбург, а 9-я эскадрилья осталась в России и 1 февраля 1944 года была переформирована в 14-ю эскадрилью так называемых «охотников за поездами» (14.(Eis)/KG3) 3-й бомбардировочной эскадры «Молния» (нем. Kampfgeschwader 3 «Blitz» ).
Группа в составе двух эскадрилий 24 марта 1944 года была расформирована, но сформирована вновь в июне 1944 года в Виттмундхафене на основе 1-й группы 100-й бомбардировочной эскадры (нем. Kampfgeschwader 100); при этом 1-я эскадрилья 1-й группы стала 7-й, 2-я — 8-й, 3-я — 9-й.
25 августа 1944 года группа переформирована во 2-ю группу 7-й истребительной эскадры «Новотны» (нем. Jagdgeschwader 7 «Nowotny»)
| Дислокация группы            | Дислокация группы |
| Период                       | Место дислокации  |
| ---------------------------- | ----------------- |
| Декабрь 1939 — Февраль 1940  | Бург              |
| Февраль 1940                 | Нордхаузен        |
| Февраль 1940 — Июнь 1940     | Эттингхаузен      |
| Июнь 1940 — Сентябрь 1940    | Розье-ан-Сантер   |
| Сентябрь 1940 — Октябрь 1940 | Мюнстер (Хандорф) |
| Октябрь 1940 — Март 1941     | Гревийе           |
| Март 1941 — Июнь 1941        | Ами               |
| Июнь 1941 — Июль 1941        | Айхвальде         |
| Июль 1941                    | Митау             |
| Июль 1941 — Август 1941      | Псков             |
| Август 1941 — Октябрь 1941   | Заборовка         |
| Октябрь 1941 — Апрель 1942   | Дно               |
| Апрель 1942 — Июнь 1942      | Псков             |
| Июнь 1942 — Сентябрь 1942    | Дно               |
| Сентябрь 1942 — Октябрь 1942 | Сиверская         |
| Октябрь 1942 — Ноябрь 1942   | Морозовская       |
| Ноябрь 1942 — Январь 1943    | Нойхаузен         |
| Январь 1943 — Май 1943       | Дно               |
| Май 1943 — Август 1943       | Орёл              |
| Август 1943 — Сентябрь 1943  | Сеща              |
| Сентябрь 1943 — Октябрь 1943 | Быхов             |
| Ноябрь 1943 — Март 1944      | Фленсбург         |
| Март 1944 — Июнь 1944        | не существовало   |
| Июнь 1944 — Август 1944      | Фасберг           |

| Командиры 3-й группы    | Командиры 3-й группы     |
| Период                  | Командир                 |
| ----------------------- | ------------------------ |
| 15.12.1939 — 22.06.1940 | майор Отто Шнелле        |
| 22.06.1940 — 27.08.1940 | майор Виллибальд Фанелса |
| 10.09.1940 — 11.04.1941 | гауптман Хайнц Фишер     |
| 04.1941 — ?             | майор Лехвесс Литцманн   |
| ? — 15.08.1942          | гауптман Ханс Кепплер    |
| 08.1942 — 24.03.1944    | гауптман Вернер Кантер   |
| 05.1944 — 08.1944       | гауптман Курт Майер      |

## 4-я группа
4-я группа (нем. IV.Gruppe, сокращённо IV./KG1) сформирована 16 августа 1940 года на аэродроме Хандорф в Мюнстере как дополнительная (резервная) эскадрилья эскадры (Erg.Staffel/KG1), 10 апреля 1941 года была развёрнута в группу, в составе 10-й, 11-й и 12-й эскадрилий (10./KG1, 11./KG1, 12./KG1 соответственно). Штаб был сформирован вновь, 10-я эскадрилья была развёрнута на базе штабной эскадрильи группы (Stabsstaffel/KG1), 11-я эскадрилья переименована из дополнительной эскадрильи, а 12-я сформирована из эскадрильи 5-й резервной бомбардировочной группы (Erg.KGr.5). 6 декабря 1942 года в составе группы была сформирована ещё одна, 13-я эскадрилья.
В группе постоянно был разный состав, He 111 модификаций H-2, H-3, P-2, P-3, Ju 88 модификаций A4, А5, А7, D1. В 1944 году группа наряду с Ju-88 была перевооружена самолётами He 177A1 и А3. Группа была крупным соединением: количество самолётов доходило до 77 (на июль 1943).
25 августа 1944 года группа расформирована. Остававшаяся 10-я эскадрилья влилась в 1-ю эскадрилью 177-й резервной бомбардировочной группы (1./Erg.KGr.177)
| Дислокация группы         | Дислокация группы | Дислокация группы                                                                                 |
| Период                    | Место дислокации  | Примечания                                                                                        |
| ------------------------- | ----------------- | ------------------------------------------------------------------------------------------------- |
| Август 1940 — Июнь 1942   | Мюнстер           | c 25.04.1942 по 08.08.1942 11-я эскадрилья базировалась в Брянске                                 |
| Июнь 1942 — Август 1942   | Быхов             | c 09.08.1942 по 20.11.1942 11-я эскадрилья базировалась в Риге                                    |
| Август 1942               | Рига              | c 21.11.1942 по 12.1942 11-я эскадрилья базировалась в Орше                                       |
| Август 1942 — Январь 1944 | Шяуляй            | c 12.1942 по 1943 11-я эскадрилья базировалась в Риге и затем по июль 1943 базировалась в Каунасе |
| Январь 1944 — Август 1944 | Нойбург           | -                                                                                                 |

| Командиры 4-й группы    | Командиры 4-й группы            |
| Период                  | Командир                        |
| ----------------------- | ------------------------------- |
| 16.08.1940 — 05.05.1941 | гауптман Херберт Лох            |
| 06.05.1941 — 20.07.1942 | майор Вернер Дальке             |
| 01.08.1942 — 23.11.1942 | гауптман Гюнтер Хоффманн-Лёрзер |
| 24.11.1942 — 04.02.1944 | майор Манфред фон Коссарт       |
| 05.02.1944 — 24.08.1944 | майор Зигфрид фон Крамм         |